# Очаковские ворота
Очаковские ворота — одно из первых сооружений Херсона, часть оборонительного комплекса Херсонской крепости, которая, несмотря на мощность укреплений и наличия лучшего на то время орудия и боеприпасов, ни разу не была осаждена.

## История строения
Дата начала строительства крепости — 8 сентября 1778 года. С 1784 года инженером Николаем Ивановичем Корсаковым проводилась фундаментальная реконструкция. Крепость имела двое ворот, которые были названы по направлению ведущих дорог — на Очаков и Москву. По проекту петербургского дворцового художника-архитектора Фёдора Даниловича Данилова Очаковские ворота имели вид триумфальных. Ворота выходили на главную улицу крепости — Дворцовую, которая вела на Дворцовую площадь и к Московским воротам.

## Развитие ворот
По предписанию Николая I от 1835 года крепость и Херсонское военное Адмиралтейство были упразднены. До 1881 года крепость была практически полностью демонтирована, в 1902 году она также подверглась разрушениям в ходе землетрясения. В 1921 году часть зданий разобрали или разрушили, а в середине XX века были срыты почти все земляные валы. На сегодняшний день Очаковские и Московские ворота служат историческим символом.